# Курорти Чехії

## Чеська курортна галузь
У Чехії нараховується 38 курортів, 36 з них приймають пацієнтів, 2 перебувають у стані реконструкції. 14 курортів мають у своєму арсеналі дитячі спеціалізовані санаторно-курортні заклади.
До найпопулярніших курортних містечок належать Бехинє, Блудов, Дарков, Карвіна, Франтішкові-Лазне, Годонін, Яхимів, Янске Лазнє, Єсенік, Карлова Студанка, Карлові Вари, Клімковіце, Константинови Лазнє, Лазнє Б’єлоград, Лазне Богданеч, Лазнє Кундратіце, Лазнє Кінжварт, Лазнє Лібверда, Лазнє Тоушень, Ліпова Лазнє, Лугачовице, Маріанські Лазні, Мшене Лазнє, Острожска-Нова-Вес, Подєбради, Слатініце, Тепліце, Тепліце над Бечвоу, Тршебонь, Веліховки, Велке Лосіни, Враж та ін.

## Індикації
Курорти в Чехії орієнтовані, переважно, на лікування захворювань опорно-рухового апарату, системи кровообігу, шлунково-кишкового тракту, ендокринної системи, нервової системи, нирок і сечовивідних шляхів, також гінекологічних, онкологічних, шкірних хвороб, психічних розладів тощо.

## Лікувальні чинники
Згідно з міжнародною класифікацією, основним природним чинником на 24 чеських курортах є джерела мінеральних або термальних вод, ці курорти належать до бальнеотерапевтичних курортів. На 10 курортах як основний природний чинник використовується лікувальне багно, два курорти є суто кліматичними. У Чехії низка курортів має відразу декілька природних чинників, таке поєднання дозволяє значно розширити показання до перебування на них.

## Відвідуваність
Щорічно близько 350 000 туристів відвідує чеські курорти, з них понад 100 000 складають іноземці з понад 40 країн світу. Середній вік пацієнтів, що відвідують чеські курорти - 32,4 року.